# Каунос
Каунос (на карийски: Kbid; на ликийски: Khbide; на старогръцки: Καῦνος) е град в древна Кария в Мала Азия, на няколко километра западно от съвременния град Далян, провинция Мугла, Турция.
Разположен е на възвишение над река Калбис (днес река Далян), която била границата между Кария и Ликия. Първоначално Каунос е бил самостоятелен град; след това става част от Кария и по-късно от Ликия.
Каунос е бил важно морско пристанище, чиято история се предполага, че датира от X век пр.н.е. Поради затлачването на бившия залив Далян и образуването на днешния плаж Изтузу (прибл. 200 г. пр.н.е.), Каунос днес се намира на около 8 км от морския бряг. Градът е имал две пристанища, южно пристанище на югоизток от Кючук Кале и вътрешно пристанище на северозапад (сегашното Sülüklü Göl, езерото на пиявиците). Южното пристанище е използвано от основаването на града приблизително до края на елинистическата епоха, след което пресъхва. Вътрешното или търговското пристанище можело да бъде затворено с вериги и е било използвано до края на съществуването на Каунос, но поради затлачването на делтата и пристанищата Каунос загубва важната си функция на търговско пристанище. След превземането на Кария от тюркските племена и сериозната епидемия от малария през XV век Каунос е изоставен.

## Митология
Според митологията Каунос е основан от цар Каунос, син на карийския цар Милет и Киан и внук на Аполон. Каунос имал сестра близначка на име Библис, която развила дълбока, несестринска любов към него. Когато тя написала на брат си любовно писмо, в което му разкрива чувствата си, той решил да избяга с някои от последователите си, за да се засели другаде. Сестра му полудяла от мъка, започнала да го търси и се опитала да се самоубие. Митологията казва, че река Калбис се е появила от нейните сълзи.

## История
Най-старата находка в археологическия обект Каунос е гърлото на протогеометрична амфора, датираща от IX век пр.н.е. или дори по-рано. Статуя, намерена при западната порта на градските стени, парчета от вносна атическа керамика и ориентираните на Ю-ЮЗ градски стени показват обитаване през VI век пр.н.е. Нито една от архитектурните находки в самия Каунос обаче не датира по-рано от IV век пр.н.е.

### Първо персийско управление
Каунос се споменава за първи път от Херодот в книгата му „История“. Той разказва, че персийският генерал Харпаг тръгва срещу ликийците, карийците и каунците по време на персийското нашествие през 546 г. пр.н.е. Херодот пише, че каунците яростно се противопоставят на атаките на Харпаг, но в крайна сметка са победени. Въпреки факта, че самите каунци казват, че произхождат от Крит, Херодот се съмнява в това. Той смята, че е много по-вероятно каунците да са първоначалните жители на района поради приликата между неговия собствен карийски език и техния. Той добавя, че има големи разлики между начина на живот на каунците и тези на техните съседи, карийците и ликийците. Една от най-очевидните разлики е тяхното социално поведение при пиене: обичайна практика било селяните – мъже, жени и деца – да се събират на чаша хубаво вино.
Херодот споменава, че Каунос е участвал в Йонийското въстание (499 – 494 г. пр.н.е.).
Тук са намерени някои важни надписи на карийски език, датиращи от около 400 г. пр.н.е., включително двуезичен надпис на гръцки и карийски език, открит през 1996 г. Те помагат за дешифрирането на карийските азбуки.

### Древногръцко влияние
След като Ксеркс I е победен във Втората персийска война и персите постепенно се изтеглят от западното малоазийско крайбрежие, Каунос се присъединява към Делоския съюз. Първоначално той трябва да плати само 1 талант данък, но сумата се увеличава десетократно през 425 г.пр.н.е. Това показва, че дотогава градът се е превърнал в процъфтяващо пристанище, вероятно поради увеличеното селско стопанство и търсенето на експортни артикули като сол, осолена риба, роби, борова смола, сушени смокини и черен мастик – суровините за катрана, използван в корабите и лодките . През V и IV век пр. н. е. градът започва да използва името Каунос като алтернатива на древното си име Kbid, поради засиленото елинистическо влияние. Вероятно от този период датира и митът за основаването на града.

### Второ персийско управление
След мира на Анталкид през 387 г. пр.н.е., Каунос отново попада под персийска власт. По време на периода, в който Каунос е анексиран и добавен към провинция Кария от персийските владетели, градът се променя драстично. Такъв е особено случаят по време на управлението на сатрапа Мавзол (377 – 353 г. пр.н.е.). Градът е разширен, оформен с тераси и ограден с крепостни стени на огромна площ. Градът постепенно придобива гръцки характер, с агора и храмове, посветени на гръцки божества. Александър Велики 334 г. пр.н.е. поставя града под властта на Македонската империя.

### Елинистически период и римско владичество
След смъртта на Александър, Каунос, поради стратегическото си местоположение, е оспорван сред диадохите, сменяйки поданството си между Антигонидите, Птолемеите и Селевкидите.
Поради различията между елинистическите царства, Римската република успява да разшири влиянието си в района и да анексира значителен брой от тях. През 189 г. пр. н. е. римският Сенат поставя Каунос под юрисдикцията на Родос. По това време градът е известен като Родоската Перая.
През 167 г. пр.н.е. Каунос и редица други градове в западна Мала Азия въстават срещу Родос. В резултат на това управлението на Родос е премахнато. През 129 пр.н.е. римляните основават провинция Азия, която обхваща голяма част от западна Мала Азия. Каунос е близо до границата на тази провинция и е причислен към Ликия.
През 88 г. пр.н.е. цар Митридат нахлува в провинцията, опитвайки се да ограничи по-нататъшното разширяване на римляните. Каунците се обединяват с него и избиват всички римски жители в своя град. След мира от 85 г. пр.н.е. те са наказани за това си действие от римляните, които отново поставят Каунос под управление на Родос. По време на римското владичество Каунос се превръща в процъфтяващо морско пристанище. Амфитеатърът на града е разширен и са построени римски бани и палестра. Фонтанът на агората е обновен и се строят нови храмове.
Каунос е християнизиран доста рано и когато Римската империя официално приема християнската вяра, името му се променя на Каунос-Хегия.

### Упадък
От 625 г. нататък Каунос е изправен пред атаки от мюсюлмански араби и пирати. През XIII век започват нашествия на тюркски племена. В резултат на това старият замък на акропола е укрепен със стени, което му придава типичен средновековен вид. През XIV век тюркските племена завладяват част от Кария, което води до драматичен спад в морската търговия.
Поради икономическия спад много жители на Каунос напускат. През XV век турците превземат цялата област на север от Кария и Каунос е засегнат от епидемия от малария. Това става причина градът да бъде изоставен. Древният град е силно разрушен от земетресение и постепенно се покрива с пясък и гъста растителност. Градът е забравен, докато английският археолог Хоскин не намерил плоча със закон, отнасящ се до Съвета на Каунос и жителите на този град. Хоскин посещава руините през 1842 г. и отново привлича вниманието към древния град.

## Църковна история
Градските епископи са известни от 4 век. Четирима епископи са споменати от Лекиен : 
- Василий, който присъства на събора в Селевкия през 359 г.;
- Антипатър, който присъства на събора в Халкидон през 451 г.;
- Николай, който подписва писмото до император Лъв през 458 г.; и
- Стефан, който присъства на събора в Никея през 787 г.

Синекдемът на Хиерокъл и повечето Notitiae Episcopatuum, чак през 12 или 13 век, го поставят в Ликия като подчинен на Мира.

## Основни археологически обекти
Каунос е обект, който е интересен както с археологическото, така и с екологичното си значение. Разположен в специалната зона за защита на околната среда Köyceğiz-Dalyan, той предлага изключителни гледки и е богат на диви животни. Руините на града са близо до Далян, на западния бряг на древната река Калбис. През 1966 г. проф. Баки Огун започва разкопки, които продължават и сега се ръководят от проф. Дженгиз Ишък. Археологическите проучвания не се ограничават до самия Каунос, но се извършват и в околностите, например близо до Спа Султание, където е имало светилище, посветено на богинята Лето.
Основните забележителности на самия археологически обект са: 
- Акрополът (Персикон), разположен на 152 м висока скала, укрепена с византийски крепостни стени. Акрополът на града се наричал Имброс и се намирал в подножието на планината Тарбелос (днес Олемез). В непосредствена близост до акропола има по-малко укрепление, наречено Ираклион. До 5 век пр.н.е. това е бил 50 м висок нос на морето и на юг и север от него имало две пристанища. От Акропола има гледка към древния град, съвременен Далян, река Далян, устието и плажа Изтузу. Малкото укрепление гледа надолу към традиционен далян (риболовен бент), разположен съвсем близо до бившето южно пристанище.
- Театърът на склона на акропола има и елинистически, и римски характеристики. Има диаметър 75 м и е изграден под ъгъл от 27 градуса. Има капацитет за 5000 зрители и е в доста добро състояние. Все още понякога се използва за представления.
- Палестрата с римски бани, платформа за измерване на вятъра и куполна византийска базилика
- Пристанищната агора, стоата и нимфеумът
- Храмове от елинистическия и римския период

Извън официалния археологически обект Каунос по брега на река Далян има шест скални гробници (IV – II век пр.н.е.), които са основната туристическа забележителност. Фасадите им наподобяват елинистически храмове с два йонийски стълба, триъгълен фронтон, архитрав с назъбени фризове и акротериони, оформени като палмови листа.

## Личности
- Протоген, гръцки художник, 4 век пр.н.е
- Зенон от Каунос, секретар в службата на Птолемеите, 3 век пр.н.е